# Markiny
Markiny [marˈkʲinɨ] (tiếng Đức: Markienen) là một ngôi làng thuộc khu hành chính của Gmina Bartoszyce, thuộc huyện Bartoszycki, Warmińsko-Mazurskie, ở phía bắc Ba Lan, gần biên giới với tỉnh Kaliningrad của Nga.

## Địa lý
Nó nằm khoảng 5 kilômét (3 mi) phía tây bắc Bartoszyce và 58 km (36 mi) phía bắc thủ đô khu vực Olsztyn.

## Lịch sử
Trước năm 1945, khu vực này là một phần của Đức (Đông Phổ).

## Những người đáng chú ý
- Friedrich von Berg (1866-1939), chính trị gia